# Anker Andreas Suhm
Anker Andreas Suhm (18. februar 1721 i København – 26. maj 1788 sammesteds) var en dansk justitiarius.
Han var søn af schoutbynacht, guvernør i Dansk Vestindien Henrich Suhm og dennes første hustru Anna Catharina Frørup, blev 1739 student, privat dimitteret, 1742 cand.jur., 1744 kancellisekretær og 1748 assessor i Højesteret, hvor han voterede med løn fra 1751 til 1768. Suhm blev 1751 virkelig justitsråd, 1764 etatsråd, 1768 byfoged i København, 1770 virkelig etatsråd, 1771 assessor i Hof- og Stadsretten, 1776 konferensråd og 1781 justitiarius i Hof- og Stadsretten, hvilket han var til sin død 1788. Han var ugift.